# Terç
Un terç era una unitat militar d'infanteria de l'exèrcit de la monarquia hispànica durant l'època de la Casa d'Àustria comprès entre el 1534 i el 1704. Estaven agrupats en tres mil infants professionals, durament entrenats i disciplinats. Aquesta unitat militar va ser respectada i temuda i gairebé invencible fins a la "batalla de Rocroi". Els terços van ser famosos per la seva resistència al camp de batalla i formaren l'elit de les unitats militars disponibles per als reis de la monarquia hispànica de l'època. A partir de 1920 també reben aquest nom les formacions de mida regimental de la Legió Espanyola, unitat professional creada per combatre a les guerres colonials del nord d'Àfrica, i que s'inspira en les gestes militars dels terços històrics.

## Història
A l'edat mitjana els senyors feudals eren els qui realment formaven els exèrcits per a les batalles sense cap organització i amb un desordre prou notable; finalitzat aquest període, i a conseqüència de la guerra de Granada, els Reis Catòlics varen decidir modernitzar i crear un exèrcit estable. Per començar, s'adoptà el model de piquer suís, per distribuir-lo, poc després, en tres classes : piquers, escudats (espadatxins), ballesters barrejats amb les primeres armes de foc portàtils (espingarders i escopeters). Els escuders de les formacions no trigaren gaire a desaparèixer, per cedir pas als homes amb armes de foc, que es convertiren en un suport essencial per a les tropes. Aquest tipus d'unitat militar estava inspirada en les legions romanes que van estar assentades a Hispania. En aquestes hi predominava la infanteria sobre la cavalleria; açò va ser possible gràcies a la influència de l'edat antiga que va recórrer Europa en finalitzar l'edat mitjana, però que va ser més palès durant els primers anys a la península Ibèrica. Les cavalleries cada cop es trobaven més indefenses davant els piquers; per això, es van reforçar les armadures, i aplegaren a ser tan pesants que en cas de caiguda estaven a la mercè dels enemics sense cap possibilitat d'eixida.
Una vegada conquerit el Regne de Granada i unificada la península, aquest tipus d'exèrcit de caràcter permanent va ser millorat amb motiu de les guerres d'Itàlia, iniciades, a final del segle xv, per Ferran el Catòlic, que organitzà la infanteria en companyies formades per 500 homes. Com que aquestes unitats no tenien una força de xoc gaire gran, es van crear unitats superiors, anomenades coronelies, que constaven de vint companyies, a més d'elements de cavalleria i artilleria. Temps més tard, l'any 1534, es va produir una reforma per la qual es van crear els Terços.

El "Camí dels espanyols", amb les seves variants principal i secundària, de Barcelona i Nàpols a Brussel·les, via Milà.

En aquest període la monarquia hispànica augmentà sorprenentment les seves capacitats de mobilització de recursos humans, doncs segons estimacions de Geoffrey Parker, la monarquia hispànica en 1470 disposava de 20.000 soldats, per 40.000 la francesa i 25.000 l'anglesa, i en 1550 la monarquia hispànica en 1470 disposava de 150.000 soldats, per 50.000 la francesa i 20.000 l'anglesa,: Tot i que el tercio era una formació que no tenia ni mobilitat ni flexiblitat, la capacitat de foc i l'entrenament de les tropes espanyoles permetia vèncer les petites formacions neerlandeses, franceses i angleses. Aquestes unitats militars constaven d'uns 6.000 soldats, dividits en 12 capitanies. Dins d'aquesta agrupació hi havia infants armats amb pica, espasa curta, i rodella; aquests estaven protegits pels arcabussers, que oferien una potència de foc contundent.
Durant les primeres guerres a Itàlia, Gonzalo Fernández de Córdoba (El Gran Capitán), va utilitzar per primera vegada els terços (encara que aquests no varen ser creats fins a l'any 1534, Fernández de Córdoba va ser el primer a disposar d'aquest tipus de formació militar per a les seves campanyes), als quals va atorgar una major iniciativa individual al camp de batalla, la qual cosa va oferir una millor mobilitat i velocitat per a l'atac. Després d'una sèrie de victòries sobre els francesos, l'èxit a les campanyes d'Àfrica i la presa del tron per Carles V, la Monarquia Hispànica es converteix en la potència més forta de tot Europa. Els primers Terços varen ser creats a Itàlia pel duc d'Alba i van ser el Tercio viejo de Lombardia, Tercio viejo de Sicilia i Tercio viejo de Nápoles. Un mica més tard es van formar el Tercio viejo de Cerdeña i el Tercio de Galeras, aquest últim va ser la primera unitat de marina de la història. Tots els terços posteriors es van conèixer com a tercios nuevos.
Els terços van operar molt bé en les Guerres de religió a França i la Guerra dels Vuitanta Anys, però a partir de la dècada de 1590 progressivament va anar perdent els experts tècnics perquè el sistema de promoció es va limitar als aristòcrates sense formació militarque s'abstenien de participar en el front, i que únicament accedien a la infanteria com a mitjà d'arribar a cavalleria, prescindint de l'artilleria i l'estudi de les noves tècniques de setge.

## Etimologia
L'origen del terme terç és un mica confós. Mentre uns creuen que és perquè una tercera part del total de l'exèrcit estava a Itàlia, uns altres diuen que és perquè aquestes formacions constaven de tres unitats distintes (piquers, arcabussers i mosqueters). També hi ha qui diu que és possible que sigui degut al fet que les primeres formacions constaven de 3.000 homes. Sembla que aquesta última és la més encertada de totes les teories, de fet el maestre de camp Sancho Londoño, en un informe dirigit al Duc d'Alba, escriu el següent:
"Los tercios, aunque fueron instituidos a imitación de las legiones (romanas), en pocas cosas se pueden comparar a ellas, que el número es la mitad, y aunque antiguamente eran tres mil soldados, por lo cual se llamaban tercios y no legiones, ya se dice así aunque no tengan más de mil hombres."

## Formacions

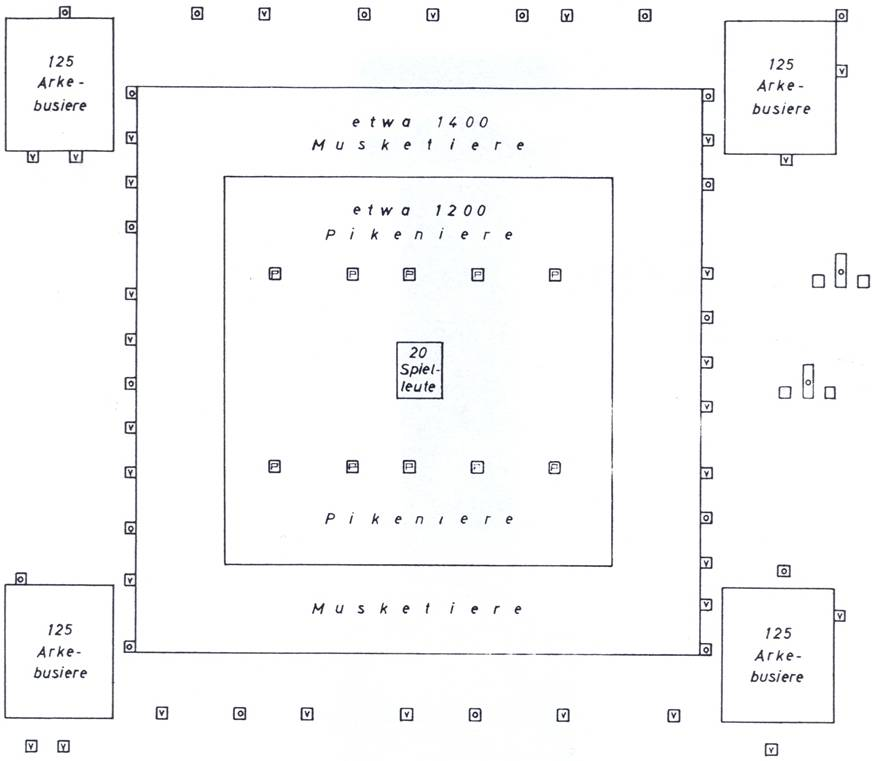
Esquema de la formació de batalla d'un Tercio cap al 1600

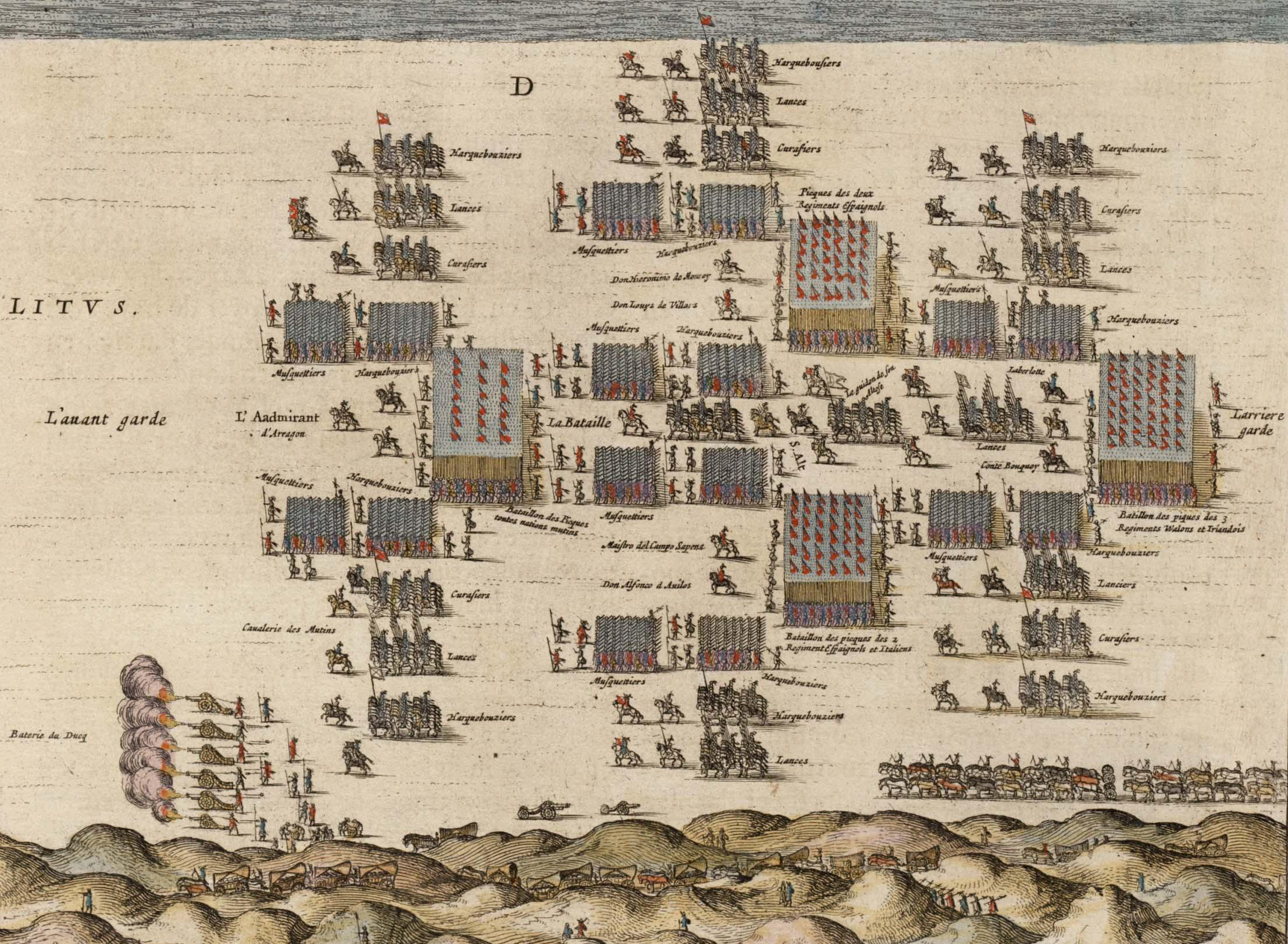
Terços marxant en formació durant la batalla de Nieuwpoort, el 1600.

Dins del tercio, format per uns 3.000 homes, que es va anar reduint fins als 1.600, la primera formació la componien files de piquers es reunien en una formació quadrada (cuadro) amb espadatxins, normalment equipats amb espasa curta, escut i javelina. Els arcabussers estaven dividits generalment en diversos grups mòbils anomenats mangues, normalment desplegades una a cada cantonada del quadre. La formació gaudia simultàniament del poder de resistència de la seva infanteria armada amb piques, de la potència de foc a distància dels seus arcabussers, i del poder d'atac dels espadatxins. A més de la seva capacitat defensiva per rebutjar la cavalleria i altres forces al llarg del seu front, el foc de llarg abast dels seus arcabussers es podia desplaçar fàcilment als flancs, fent-lo versàtil tant en atac com en defensa. A mesura que les armes de foc van augmentar en protagonisme, els espadatxins es van eliminar gradualment, i els arcabussers foren substituïts per mosqueters, i Gerat Barry, en 1634 definia el terç com un quadrat de piquers envoltat per diverses files de mosqueters per fer foc defensiu.
Els grups de tercios s'alineaven normalment en formació de punta de fletxa, amb un al davant i dos amb la vora davantera d'una unitat a nivell de la vora posterior de la precedent, o en formació de diamant, amb un al front, dos als laterals, i un a la rereguarda. Això permetia línies de foc enfilades i desfilades. Les altres unitats es posaven davant, alternant-se amb unitats similars a la rereguarda, proporcionant buits perquè un enemic pogués entrar i exposar els seus flancs al foc creuat dels canons de tres terços diferents. Des dels seus inicis, la infanteria del terç estava destinada a coordinar-se amb la cavalleria.

## Organització interna

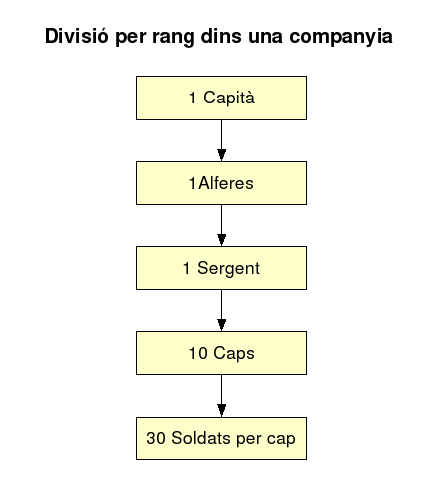
Rang a les companyies als terços d'Itàlia.

Els terços varen ser creats oficialment el 1534 per Carles I de Castella, per poder operar independentment al camp de batalla, guanyant en mobilitat i força. Abans de la creació oficial dels terços es van crear les coronelies.
En un primer moment, els primers terços italians constaven de 10 companyies, d'aquestes 8 eren de piquers i 2 d'arcabussers, cadascuna estava formada per 300 homes. El rang d'oficials per companyia era de: 
- 1 capità
- 1 alferes
- 1 sergent
- 10 caporals (cadascú manava de 30 soldats). A banda dels oficials també hi havia capellans, músics, metges, furriers, etc.

Més endavant els terços de Flandes comptaven amb un total de 3.000 homes, dividits en 3 coronelies formades per 4 companyies. Hi havia un total de 12 companyies al terç, de les quals 10 pertanyien a piquers i les altres 2 a arcabussers, formada cadascuna per 250 homes. Una companyia estava comandada per un capità, la coronelia per un coronel, i el terç estava regit per un Maestre de camp, grau militar què havia estat creat a la mateixa època que els terços.
Les companyies de vegades eren mixtes, barrejant piquers i arcabussers, encara que tot això depenia del tipus de situació en el qual es veiés immers el terç, també hi podien haver ballesters, tot i que a mesura que milloraven les armes de foc aquests van desaparèixer del tot.

## Reclutament
Quan el terç necessitava reclutar soldats, el rei signava un permís especial per designar capitans per a la tasca d'allistament. Els capitans tenien un districte de reclutament assignat on desplegaven la bandera i els voluntaris acudien en tropell, gràcies a la fama dels terços.
Els voluntaris no podien ser menors de vint anys, ni ancians, i estava prohibit reclutar-hi clergues i frares i encara menys als malalts. Però en el primer cas sempre solien enganyar amb l'edat, entrant sent uns xiquets, i a l'edat de divuit anys, ja podien ser soldats veterans.
Acabats de ser reclutats els soldats eren sotmesos a una sèrie de proves per comprovar el seu estat físic, sent expulsats en cas de no superar-les.
El contracte començava al moment de l'allistament fins que el rei establia un contracte tàcit entre la corona i el soldat; també podien llicenciar els capitans generals.
Només iniciat el contracte rebien un paga a la bestreta per equipar-se i, en cas de tenir l'equipament, era com una ajuda per la seua nova incorporació.
Els soldats novells i escuders eren formats segons la marxa i l'ensinistrament anava a càrrec dels sergents i caps de l'esquadra. Una forma d'aprenentatge era repartir els soldats novells per tota la companyia perquè així aprenguessen dels soldats veterans.
Per a ascendir calia tenir antiguitat i una elevada posició social, com ara algun títol nobiliari, encara que a banda d'aquestes raons també era necessària l'aptitud i els mèrits al camp de batalla. Se solia trigar uns 5 anys per ascendir de soldat a caporal, 1 any de caporal a sergent, 2 anys de sergent a alferes i 3 anys d'alferes a capità.
La majoria dels terços eren reclutats als dominis dels Habsburg espanyols i alemanys, però, com que la corona sempre necessitava soldats, també s'acceptava gent d'arreu, com ara anglesos, italians, valons, flamencs, suïssos, irlandesos...
De tota la Monarquia, les majors zones de reclutament varen ser a Castella, Aragó, Andalusia, Navarra i el llevant valencià.

## Final dels terços
En 1704, Felip V va ordenar reorganitzar l'exèrcit: els terços espanyols van perdre el seu nom i a partir d'aleshores van ser anomenats segons la norma francesa: regiment, amb un batalló inicialment i amb dos a partir de 1706, i els mestres de camp van ser bandejats per donar lloc als anomenats colonel (coronel).